# Masacre en Los Josefinos
La Masacre de la Aldea Los Josefinos fue cometida por las Fuerzas Armadas de Guatemala los días 29 y 30 de abril de 1982, durante el gobierno del General Efraín Ríos Mont, en la aldea del mismo nombre, ubicada en el municipio La Libertad, departamento de Petén, Guatemala. La masacre fue cometida en el marco del conflicto armado interno guatemalteco, desarrollado desde la década de 1960 que culminó con la firma de los Acuerdos de Paz en 1996.
La Corte Interamericana de Derechos Humanos, en el periodo ordinario de sesiones que celebró entre el 25 de enero y el 19 de febrero del 2021, desarrolló los días 17 y 18 de febrero la audiencia pública pertinente sobre el caso mencionado de forma virtual, donde las víctimas pudieron testificar y hablar de la situación dada en su aldea. 

## Hechos
Entre el 29 y 30 de abril de 1982, una unidad militar del ejército de Guatemala llevó a cabo quemas de viviendas, desapariciones forzadas y asesinatos extrajudiciales de hombres, mujeres, niños y niñas. A la mañana siguiente, los cuerpos fueron enterrados en una fosa común.  
Las personas sobrevivientes se vieron obligadas a huir a la montaña u otros lugares del país. Muchas niñas y niños fueron separados de sus familias o quedaron huérfanos tras la muerte de sus padres. No existe certeza absoluta de la cantidad de personas ejecutadas durante la masacre, pero se estima que fueron a lo menos veintiocho adultos y catorce menores de edad. Dos niños de muy corta edad murieron durante la huida por falta de alimentos y desde la fecha de la masacre se desconoce el paradero de, al menos, ocho personas, incluyendo dos menores de edad.
La masacre de Los Josefinos fue documentada en los informes históricos de la Comisión para el Esclarecimiento Histórico y el Proyecto Interdiocesano de Recuperación de la Memoria Histórica (REMHI).

## Relación con otras masacres
La masacre de Los Josefinos, no fue un hecho aislado, se llevó a cabo en el contexto del conflicto armado interno o Guerra Civil de Guatemala entre 1962 y 1996, periodo durante el cual el Estado adoptó estrategias militares cuyo propósito fue reprimir poblaciones y destruir aldeas, bajo el argumento de presencia guerrillera y apoyo a la insurgencia.
La presión del Ejército contra la población adoptó un ritmo creciente y pasó de cometer asesinatos aislados al desarrollo de acciones masivas, como la Masacre de Las Dos Erres y la Masacre de Río Negro. Por lo menos 626 masacres fueron cometidas por las fuerzas del Estado durante el conflicto armado.

## Exhumación de los cuerpos
El 15 de enero de 1996, la Asociación Familiares de Detenidos-Desaparecidos de Guatemala (FAMDEGUA), compareció ante el Juzgado de Primera Instancia del Departamento de Petén, solicitando la exhumación de los cadáveres enterrados en la fosa común como anticipo de prueba judicial.
La exhumación de los restos se llevó a cabo entre el 15 y el 24 de marzo de 1996, a cargo del Equipo de Antropología Forense de Guatemala (EAFG). En presencia del Juez de Paz de Petén, se recuperaron diecinueve osamentas.  

## Investigación
Durante los años siguientes, el Estado no inició ninguna investigación de los hechos. No fue sino hasta que las víctimas solicitaron la exhumación, tras la firma de los Acuerdos de Paz de Guatemala, que el Estado se vio obligado a actuar.
El 25 de julio de 1996 el EAFG presentó su informe forense a la Fiscalía, indicando que no fue posible identificar las 19 osamentas recuperadas, aunque el sexo y edad aproximada de los mismos sí habían sido determinados. En el informe se da cuenta de la recuperación de 27 fragmentos de proyectiles y se concluye que todas las muertes fueron violentas.
Cuatro días después, el 29 de julio de 1996, el exalcalde Auxiliar de Los Josefinos, Samuel Bracamonte, presentó declaración testimonial ante el Ministerio Público. Los restos exhumados fueron expuestos en la aldea Las Cruces con el objetivo de velarlos e identificar las víctimas en función de su vestimenta.
Durante 18 años, el proceso legal tuvo muy escasos avances y no se hizo ningún esfuerzo por identificar los restos ni localizar el paradero de las víctimas sobrevivientes.

## El caso en el Sistema Interamericano de Derechos Humanos
Después de más de treinta años de ocurridos los hechos, en octubre de 2004, la Asociación Familiares de Detenidos-Desaparecidos de Guatemala (FAMDEGUA) y el Centro por la Justicia y el Derecho Internacional (CEJIL) presentan el caso ante la Comisión Interamericana de Derechos Humanos.
Notificado al respecto, el 5 de marzo de 2005, el presidente de la República Óscar Berger, certificó que no existían mayores diligencias en el proceso de investigación, por lo que determinó que el Ministerio Público no se encontraba sujeto a ningún plazo para concluir con la investigación.
El caso permaneció inactivo hasta que en mayo de ese mismo año, la Corte Suprema requirió una certificación del proceso para su envío a la Comisión Interamericana de Derechos Humanos. Con este acto se reactivó el proceso, empezando con la ubicación de testigos, la recopilación de testimonios y la realización de una inspección en el cementerio de Los Josefinos.
El 18 de diciembre de 2007, el Estado propuso un acuerdo de solución amistosa entre las partes, que fue aceptado por las víctimas y sus representantes. Como parte del mismo, entre el 23 y el 25 de junio de 2009 se realizó una segunda exhumación de los restos de las diecinueve personas originalmente enterradas en la fosa común para extraer muestras de ADN y compararlas con muestras genéticas de los familiares de las víctimas. Los resultados de estos análisis se presentaron el 6 de diciembre de 2010, sin embargo dado el tiempo transcurrido y el estado de los restos, sólo se identificó con alto grado de certeza, a una de las víctimas.
En los años siguientes no se realizaron más avances, por lo que, en octubre de 2012, las organizaciones de víctimas y sus representantes solicitan a la CIDH concluir el acuerdo y seguir adelante con el trámite.
En marzo de 2015 la CIDH emitió su informe de admisibilidad del caso e inicia el proceso de investigación de fondo de los hechos; y en febrero de 2012 emite su informe de fondo N.16/19 en el que concluye que el Estado de Guatemala fue responsable por las violaciones a los derechos humanos de las víctimas y demanda el inicio de medidas de reparación en el ámbito individual y colectivo, así como implementar medidas para el reconocimiento y entrega de los cuerpos de las víctimas desaparecidas y continuar con los procesos de investigación del caso.
Ante la omisión de cumplimiento de las medidas dictadas, el 10 de julio de 2019, la Comisión presentó la denuncia contra el Estado de Guatemala, ante la Corte Interamericana de Derechos Humanos, proceso que estuvo en evaluación y a la espera de la apertura de juicio.  El cual se dio en el periodo ordinario de sesiones que celebró la Corte Interamericana de Derechos Humanos, entre el 25 de enero y el 19 de febrero del 2021.
La audiencia pública virtual del caso, se realizó el 17 y 18 de febrero y en la misma, las víctimas de la masacre de la aldea de Los Josefinos en 1982, Francisco Batres y María Fidelia Quevedo testificaron ante la Corte Interamericana de Derechos Humanos, donde contaron sus historias con respecto a los dos días de la masacre en el departamento de Petén; ellos contaron sus experiencias, con respecto a la forma en la que tuvieron que huir y refugiarse en las montañas para posteriormente trasladarse a varias partes del país como a la capital, viviendo en situaciones críticas y de gran vulnerabilidad, a causa de salvar sus vidas. Además, exigieron justicia y que se acabe la inmunidad sobre las personas encargadas de realizar estos terribles actos hace casi cuatro décadas, asimismo, que lo acontecido no vuelva a darse nunca más por parte de Guatemala hacia sus habitantes de todo el país.
El jueves 18 de febrero, la Corte IDH concluyó la audiencia del caso de la masacre de la aldea de Los Josefinos vs el Estado de Guatemala, escuchando los alegatos finales de parte de ambas representaciones. Jorge Luis Donado, representante del Estado de Guatemala y actual procurador general del país, afirmó en sus alegatos finales, que el Estado de Guatemala ya había aceptado la responsabilidad de los actos cometidos y defendió la idea de también se había llegado a un acuerdo amistoso con las decenas de presuntas víctimas. Tras la conclusión de la audiencia, las partes tendrán un mes para presentar sus alegatos finales por escrito, para que posteriormente, los jueces de la Corte IDH, puedan dictar un fallo.